# Louisfert
Louisfert település Franciaországban, Loire-Atlantique megyében. Lakosainak száma 949 fő (2022. január 1.). Louisfert Châteaubriant, Erbray, Issé, Moisdon-la-Rivière, Saint-Aubin-des-Châteaux és Saint-Vincent-des-Landes községekkel határos.

## Népesség
A település népességének változása:
| Lakosok száma | 556  | 766  | 817  | 847  | 949  | 1009 | 1029 | 986  | 965  | 949  |
|               | 1968 | 1982 | 1990 | 2006 | 2013 | 2015 | 2017 | 2019 | 2020 | 2022 |